# Gareth Bale
Gareth Frank Bale (Cardiff, 16. srpnja 1989.) umirovljeni je velški nogometaš koji je igrao na poziciji krila.

## Klupska karijera
Bale je svoju nogometnu karijeru započeo u mlađim uzrastima Southamptona, a već 2006. potpisao je profesionalni ugovor sa Southamptonom u kojem ostaje tek jednu sezonu. Njegove odlične igre nisu ostale nezaamijećene pa je već sljedeće sezone, u ljeto 2007. Tottenham kupio Balea za 5 milijuna funti. S Tottenhamom je igrao Ligu prvaka i Europsku ligu. 
Dana 1. rujna 2013. Bale prelazi iz londonskog Tottenhama u madridski Real za 91 milijun eura. Time je postao najskuplji nogometaš na svijetu. Napadač Real Madrid proglašen je četvrtu godinu zaredom najboljim nogometašem Walesa i šesti put u sedam godina u studenome 2016. godine.

## Reprezentativna karijera
Bale je u svojoj reprezentativnoj karijeri nastupao za velšku reprezentaciju do 17, do 19, do 21 godine i za velšku seniorsku reprezentaciju za koju je do sada zabilježio preko 70 nastupa. Velški nogometni izbornik objavio je u svibnju 2016. popis za nastup na Europskom prvenstvu u Francuskoj, na kojem je se nalazio Bale. Na tom prvenstvu Bale je postigao tri pogotka za Wales koji je na kraju prvenstvo završio na korak od završnice izgubivši od kasnijeg prvaka Portugala u poluzavršnici rezultatom od 2:0. 

## Priznanja

### Real Madrid
- La Liga (2): 2016./17., 2019./20.
- Kup kralja (1): 2013./14.
- Supercopa de España (1): 2017.
- Liga prvaka (4): 2013./14., 2015./16., 2016./17., 2017./18.
- UEFA Superkup (2): 2014., 2017.
- FIFA Svjetsko klupsko prvenstvo (3): 2014., 2017., 2018.

## Vanjske poveznice
- Gareth Bale na Football-lineups.com
- Gareth Bale na oneversusone.com  Arhivirana inačica izvorne stranice od 5. kolovoza 2020. (Wayback Machine)